# Lulu (film, 1918)
Cet article concerne le film de Michael Curtiz. Pour le film de Jean-Henri Roger, voir Lulu.
Pour les articles homonymes, voir Lulu.
Pour plus de détails, voir Fiche technique et Distribution.
Lulu est un film muet hongrois réalisé par Michael Curtiz et sorti en 1918.

## Fiche technique
- Titre : Lulu
- Réalisateur : Michael Curtiz
- Scénario : Iván Siklósi d'après la pièce de théâtre de Pierre Veber
- Photographie : József Bécsi et Lajos Gasser
- Société de production : Phoenix Studios
- Production : Mór Ungerleider
- Pays de production :  Hongrie
- Genre : Drame
- Date de sortie : Hongrie : 1918

## Distribution
- Claire Lotto : Lulu
- Béla Lugosi
- Klára Peterdy
- Norbert Dán